# 3616 Ґлазунов
3616 Ґлазунов (3616 Glazunov) — астероїд головного поясу, відкритий 3 травня 1984 року.
Тіссеранів параметр щодо Юпітера — 3,368.